# Bedingungslos (Lied)
Bedingungslos ist ein Lied der deutschen Popsängerin Sarah Connor. Es erschien im Oktober 2015 als zweite Singleauskopplung ihres achten Studioalbums Muttersprache.

## Inhalt
Der Liedtext ist autobiografisch gehalten. Connor nimmt dabei Bezug auf ihre Jugend, den Beginn ihrer Karriere als Sängerin und den Herzfehler ihrer im Jahr 2006 zweitgeborenen Tochter, der sie das Lied auch widmet, weil sie sie „bedingungslos“ liebt.

## Musikvideo
Im dazugehörigen Musikvideo, das in Berlin unter der Regie von Gregor Erler gedreht wurde, sitzt Connor im Mantel und mit einem karierten Schal auf einer Parkbank. Es geht ein Marionettenspieler vorbei, der zwei Marionetten in der Gestalt Connors und ihres Ehemannes Florian Fischer hat.

## Rezeption

### Charts und Chartplatzierungen
| ChartsChartplatzierungen | Höchstplatzierung | Wochen |
| ------------------------ | ----------------- | ------ |
| Deutschland (GfK)        | 30 (14 Wo.)       | 14     |
| Österreich (Ö3)          | 38 (4 Wo.)        | 4      |

### Auszeichnungen für Musikverkäufe
Im Juni 2023 wurde das Lied in Deutschland mit einer Goldenen Schallplatte für über 200.000 verkaufte Einheiten ausgezeichnet.
| Land/Region        | Auszeichnungen für Musikverkäufe (Land/Region, Auszeichnung, Verkäufe) | Verkäufe |
| ------------------ | ---------------------------------------------------------------------- | -------- |
| Deutschland (BVMI) | Gold                                                                   | 200.000  |
| Insgesamt          | 1× Gold ·                                                              | 200.000  |